# ندر کامپتون
ندر کامپتون (به انگلیسی: Nether Compton) یک روستا و محله مدنی در بریتانیا است که در West Dorset واقع شده‌است. ندر کامپتون ۳۲۸ نفر جمعیت دارد.